# إيرين ريس
إيرين ريس (من مواليد 4 ديسمبر 1995) هي لاعبة رمي مطرقة أمريكية. في عام 2024، أصبحت بطلة وطنية في رمي الأثقال داخل الصالات، محققة ثاني أطول رمية على الإطلاق في العالم.
تنافست في دورة الألعاب الأولمبية الصيفية 2024. في حدث رمي مطرقة للسيدات على ستاد دو فرانس وحلت في المركز الرابع عشر في مرحلة التصفيات، ولم تتمكن من التأهل إلى المرحلة النهائية.

## نشأتها
تنحدر ريس من ماونت بروسبيكت، إلينوي. التحقت بمدرسة بروسبيكت الثانوية.